# Steve Forsyth
Steve Forsyth (...) è un attore e fotografo canadese.

## Biografia
Per intraprendere la carriera cinematografica, Steve Forsyth si trasferisce in Italia, a metà degli anni sessanta. Ottiene ruoli secondari per alcuni spaghetti western ed eurospy. Nel 1968 Valerio Zurlini lo scrittura nel suo film Seduto alla sua destra. Abbandona definitivamente la settima arte con Il rosso segno della follia, diretto da Mario Bava.
Parallelamente alla sua attività attoriale, incide un singolo pop, sotto l'etichetta CAR Juke Box.
A metà degli anni settanta ritorna in Canada, dedicandosi alla fotografia. Alcune sue opere sono esposte presso il Museum of Modern Art.

## Filmografia
- All'ombra di una colt (1965)
- Furia a Marrakech (1966)
- La morte non conta i dollari (1967)
- Acid - Delirio dei sensi (1968)
- Seduto alla sua destra (1969)
- Il rosso segno della follia (1970)